# Звягин, Михаил Леонидович
Михаил Леонидович Звягин — советский художник, скульптор, писатель и коллекционер.
Родился в Ленинграде (Санкт-Петербурге) в 1931 году. В настоящее время живёт в США.

## Биография
В начале Великой Отечественной войны, отец Михаила Звягина ушёл на фронт и вскоре погиб. Михаил вместе с матерью и младшей сестрой оказался в блокадном Ленинграде, где они пережили самое голодное и трудное время – зиму 1942. В 1943 году по Дороге жизни семья была эвакуирована из Ленинграда под Вологду.
В 1944 году, вскоре после снятия блокады и ещё до окончания войны, семья вернулась в Ленинград, и Михаил Звягин поступил в кружок рисования во Дворце пионеров (ныне Дворец творчества юных), где его педагогом была Мария Алексеевна Горохова.
Позднее детские впечатления от блокады и послевоенных лет стали одной из постоянных тем творчества Михаила Звягина, и в том числе нашли отражение в картинах «Блокада» 1987 года (холст, масло, 120х160), «Инвалид с острова Валаам» 1981 (холст, масло, 120х100) и скульптуре «Блокадная Мадонна» 2002, бронза.
В 1945—1949 годах учился в Архитектурно-художественном ремесленном училище на альфрейном отделении. После окончания училища поступил в школу при Академии Художеств, но был отчислен через год из-за неуспеваемости по математике. В 1951 году Михаил Звягин был призван в армию. После демобилизации в 1954 году он устроился на работу на ткацкую фабрику, в цех по росписи тканей, а в 1959 году как художник по текстилю представил публике свою первую работу на Выставке ленинградских художников в разделе «Прикладное искусство». В 1961 Михаил Звягин окончил факультет живописи Ленинградского художественного училища им. Валентина Александровича Серова, получив специальность учителя рисования и черчения. А в 1962 году стал членом Союза Художников СССР.
В 1965 в Ленинграде прошла первая персональная выставка произведений Звягина. Следующие его персональные выставки в Ленинграде состоялись в 1975 и в 1987 году. В 1990-м, в разгар Перестройки, прошли персональные выставки Михаила Звягина в Москве и Западном Берлине.
За более чем полвека интенсивной творческой деятельности Михаил Звягин проявил себя едва ли не во всех жанрах живописи, от натюрморта до портрета, от пейзажа до анималистической живописи, от жанровых картин до картин на эсхатологические и библейские сюжеты. Не менее широк диапазон стилистических приёмов — от хмурого реализма промышленных пейзажей 60-х — начала 70-х годов («На работу» 1963, гуашь, картон, 79х98) до абстрактных композиций («Пластика № 3» 1978, холст, масло, 160х135). В 80-е годы живописный язык Михаила Звягина становится всё более метафоричным, а с точки зрения тематики особое место приобретают картины, в которых воплощены гротескные образы насилия и вакханалии торжествующих и опьянённых могуществом монстров. Одной из знаковых и принципиальных работ этого периода для самого художника стал «Бабий Яр» 1981—1985 (холст, масло, 280х240), на которой массовый расстрел фашистами евреев под Киевом в 1941 году превращён в душераздирающую картину истязания человеческой плоти и гибели человеческого духа. При всём трагизме и ярости многих масштабных полотен Михаила Звягина 80-х — 90-х годов прошлого века, присущее ему жизнелюбие неизменно выражало себя в женских портретах и сериях ню, чувственных, иногда — восторженных, иногда — полных внутреннего драматизма (например, «Обнажённая. Вечер» 1978, оргалит, масло, 96х93).
В начале двухтысячных годов Михаил Звягин обратился к скульптуре и повторил ряд своих живописных сюжетов в бронзе, в том числе и «Блокадную Мадонну», которую подарил Санкт-Петербургу накануне широкого празднования 65-летия снятия блокады. Однако городские власти после завершения праздничных мероприятий свернули начатые ими конкурсные процедуры по установке скульптуры и от дара отказались.
Из скульптурных работ Михаила Звягина последних лет особого упоминания заслуживают памятник А.С. Пушкину, установленный на территории Российского консульства в Нью-Йорке и в подмосковном музее-усадьбе Остафьево, а также скульптура «Скорбь», посвящённая жертвам блокады Ленинграда (подарена Ириной Шостакович, вдовой Дмитрия Шостаковича, немецкому городку Гориш, где проходит музыкальный фестиваль им. Шостаковича).
Работы Михаила Звягина представлены музейных фондах и собраниях Русского музея, Эрмитажа, Музея современного искусства Нортона Доджа, Музея Берлинской стены, музеях Омска, Тулы, Воронежа, Смоленска, а также ряде частных коллекций Западной Европы и США.
Помимо собственного творчества Михаил Звягин известен как эксперт и коллекционер произведений искусства.Вместе с сыном Леонидом Звягиным является владельцем самой одной из самых крупных и репрезентативной частных коллекций произведений африканского искусства. В коллекции, собранной ими, представлены терракота, бронза, деревянная скульптура, произведения из слоновой кости, книги на пергаменте, маски и ткани.

## Работы
- Михаил Звягин. "Бабий Яр" (1981-1985), холст, масло, 280х240 см.
- Михаил Звягин. "Философ" (1993), х/б ткань, акрил, масло, 120х91 см
- Михаил Звягин. "Война – Победа" (2000), тонированный гипс, 101 см
- Михаил Звягин. "Вороньё" (1986), х/б ткань, масло, 61х72 см
- Михаил Звягин. "Пластика №3" (1978), холст, масло, 160х135 см
- Михаил Звягин. "Обнажённая. Вечер" (1978), оргалит, масло, 96х93 см
- Михаил Звягин. "Завод над рекой" (1969)